# Ciclofficina
(Didier Tronchet, Piccolo Trattato di Ciclosofia)

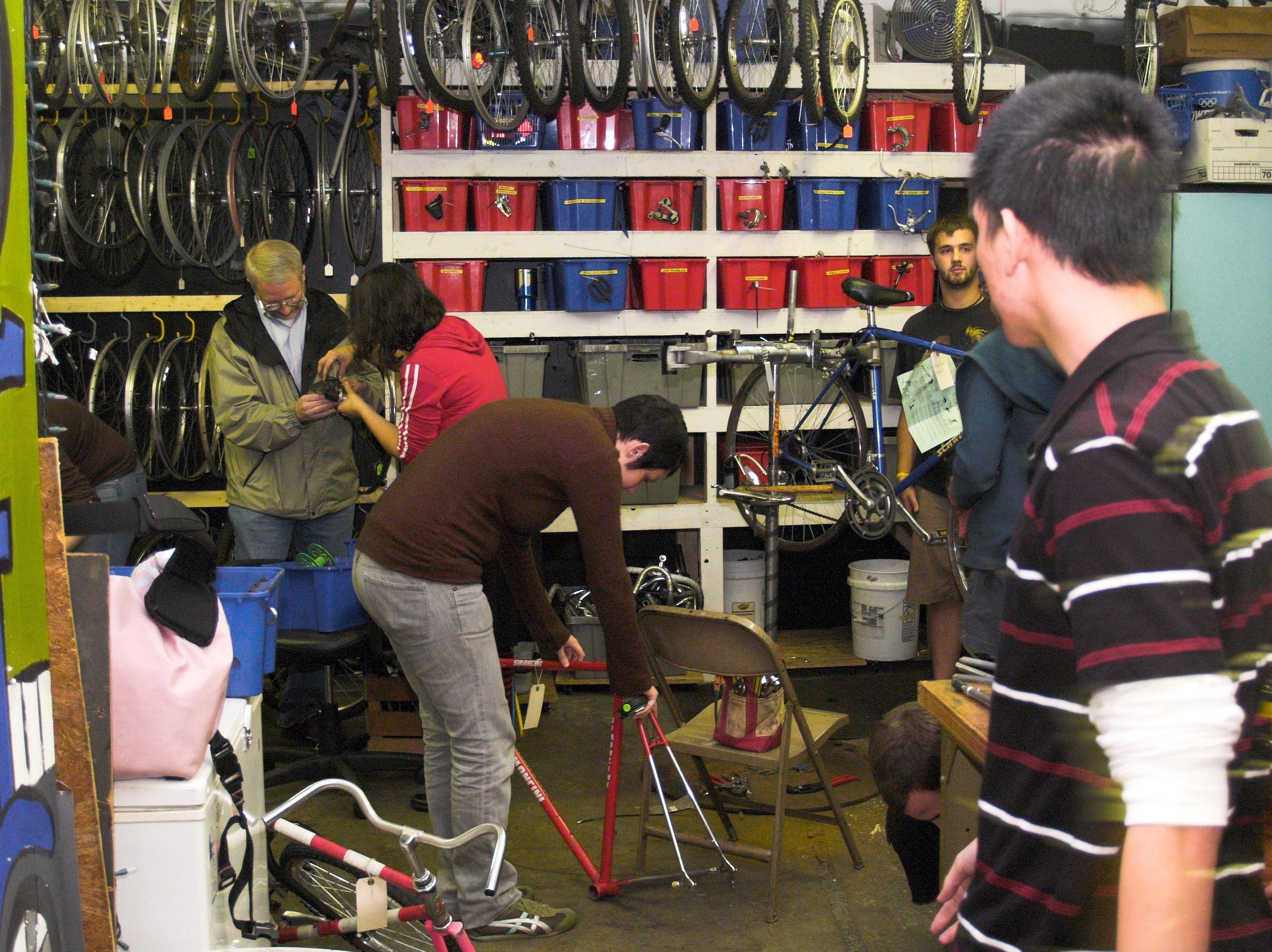
Una ciclofficina di Atlanta

Le ciclofficine, o ciclofficine popolari, sono ambienti dotati di attrezzatura specifica per la riparazione di biciclette, messi a disposizione da associazioni ciclistiche o collettivi, dove chiunque può riparare il proprio velocipede lasciando un'offerta libera, anche grazie alla collaborazione con gli altri utenti.
Le ciclofficine sono divenute frequentati punti di incontro per coloro che usano normalmente le biciclette come mezzo di trasporto.

## La filosofia
Nell'ottica della promozione della cosiddetta mobilità sostenibile si intende allargare il più possibile l'uso generale della bicicletta anche attraverso una migliore conoscenza del funzionamento del mezzo stesso: per questo l'attività non ha finalità di lucro e il suo obiettivo è invece quello di promuovere l'utilizzo della bicicletta come mezzo di trasporto, di aumentare il recupero delle biciclette altrimenti destinate alla spazzatura e di facilitare il recupero della manualità. Normalmente le ciclofficine agiscono come attori responsabili del territorio in cui sono inserite, tentando di risolverne i problemi anche grazie all'organizzazione o alla partecipazione ad attività collaterali come fiere, feste, manifestazioni, raccolte firme.
Il carattere delle ciclofficine tende ad essere di tipo inclusivo più che esclusivo: pertanto sono generalmente benvenute anche le persone che non hanno tempo per autoriparare la propria bicicletta e che invece preferiscono che altre persone la riparino per loro, lasciando un'offerta commisurata al lavoro svolto. In questi casi la ciclofficina può prevedere o meno di ricompensare economicamente il lavoro svolto dal ciclomeccanico.
Basandosi sull'impegno di persone che amano la bicicletta, in una ciclofficina si possono compiere riparazioni sperimentali che non verrebbero prese in considerazione dalla maggior parte delle officine commerciali, ad esempio perché non molto convenienti dal punto di vista economico, quali il recupero di vecchie biciclette. Questo tipo di attività, coniugato con la creatività tipica di questi laboratori, ha come effetto collaterale la nascita di nuovi e unici modelli di biciclette frutto della combinazione di pezzi provenienti da mezzi di differente foggia, colore e dimensione.
Le ciclofficine propongono anche corsi di autoriparazione la cui finalità è quella di creare interazione e socializzazione tra i partecipanti, oltre ad insegnare il modo per affrontare la manutenzione del mezzo.

## Attività
Le attività delle ciclofficine sono innanzitutto la riparazione delle biciclette, ma non meno importanti sono i fini sociali degli spazi: scambio di esperienze, scambio di informazioni e nozioni riguardanti la manutenzione e la riparazione delle biciclette.
Talvolta vengono promosse gare di cicloriparazione (riparazione di biciclette) a squadre cui partecipano sia liberi cicloamatori che gruppi provenienti da diverse ciclofficine.